# 호르브
호르브(Horw, 독일어 발음: [hɔʁv] ; 스위스 독일어 : Horb)는 스위스 루체른주에 있는 자치체이다.

## 역사
호르브는 1231년에 Horwe로 처음 언급되었다.

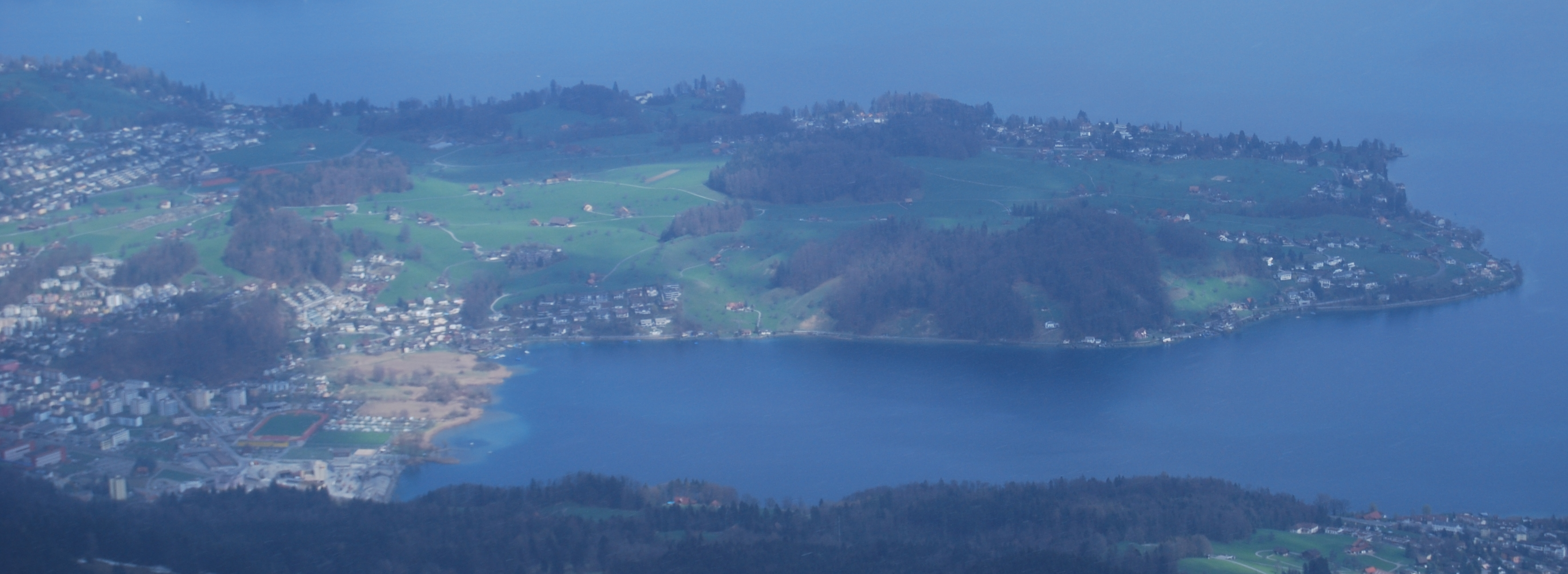
호르브

## 지리
호르브의 면적은 12.8k㎡이다. 이 지역 중 32.6%가 농업용으로 사용되고 42.5%가 산림이다. 나머지 토지 중 24.2%는 정착지(건물 또는 도로)이고 나머지(0.7%)는 비생산적(강, 빙하 또는 산)이다. 1997년 토지조사에서, 전체 토지 면적의 42.42%가 산림이었다. 농경지 중 30.54%는 경작이나 목초지에 사용되며 1.94%는 과수원이나 덩굴 작물에 사용된다. 정착지 중 14.61%는 건물로, 1.01%는 산업, 1.09%는 특별 개발, 1.79%는 공원 또는 녹지, 5.59%는 교통 인프라이다. 비생산적인 지역 중 0.39%는 비생산적인 고인 물(연못 또는 호수), 0.08%는 비생산적인 흐르는 물(강), 0.54%는 기타 불모지이다.
지자체은 호르버 반도의 루체른 외곽에 위치하고 있다. 필라투스 산기슭과 20세기까지 산 아래의 늪지대를 덮고 있다.

## 인구통계
호르브의 인구(2020년 12월 31일 기준)는 14,211명이다. 2007년 기준으로 전체 인구의 16.2%가 외국인이다. 지난 10년 동안 인구는 8.8%의 비율로 증가했다. 2000년 기준, 대부분의 인구는 독일어(86.5%)를 사용하며, 이탈리아어가 2위(2.3%)이고, 세르비아-크로아티아어가 3위(2.0%)이다.
2007년 선거에서 가장 인기 있는 정당은 25.2%의 득표율을 기록한 SVP였다. 다음으로 가장 인기 있는 세 정당은 CVP (24.5%), FDP (23.2%), SPS (13.4%)였다.
호르브의 연령 분포는 다음과 같다. 2,583명 또는 전체 인구의 19.9%가 0-19세이다. 3,224명(24.8%)이 20-39세이고 4,584명(35.3%)이 40-64세이다. 고령자 분포는 1,990명으로 15.3%가 65-79세, 513 또는 4%가 80-89세, 89명 또는 전체 인구의 0.7%가 90세 이상이다.
전체 스위스 인구는 일반적으로 교육 수준이 높다. 호르브에서는 인구의 약 74.2%(25-64세)가 필수가 아닌 고등 교육 또는 추가 고등 교육(대학 또는 응용학문대학)을 완료했다.
2000년 현재 5,426가구 중 1,951가구(약 36.0%)가 1인 가구이다. 282명(약 5.2%)은 5인 이상의 대가족이다. 2000년 기준으로 지자체에는 1,771개의 주거용 건물이 있으며 그 중 1,537개는 주택으로만 건축되었으며 234개는 주상 복합 건물이었다. 지자체에는 단독주택 913채, 다가구주택 209채, 다가구주택 415채가 있었다. 대부분의 집은 2층(692) 또는 3층(508)층 구조였다. 단층 건물은 82채, 4층 이상 건물은 255채에 불과했다.
호르브의 실업률은 2.15%이다. 2005년 기준으로 1차 경제 부문에 235명이 고용되어 있으며, 이 부문에 약 45개 기업이 참여하고 있다. 736명이 2차 부문에 고용되어 있고, 이 부문에 120개의 기업이 있다. 3,423명이 3차 부문에 고용되어 있으며, 이 부문에는 344개의 기업이 있다. 2000년 기준으로 자치단체 인구의 50.9%가 어느 정도 고용되었다. 같은 기간 여성은 전체 노동력의 44.6%를 차지했다.
2000년 인구 조사에서 호르브의 종교 회원은 다음과 같았다: 8,153(64.5%)이 로마 카톨릭, 1,905(15.1%)가 개신교인 반면, 추가로 247(1.95%)이 다른 기독교 신앙을 가지고 있었다. 3명의 개인(인구의 0.02%)이 유대인이었다. 472명(인구의 3.73%)이 이슬람교도였다. 나머지는 타종교 135명(1.07%), 무종교 1,091명(8.63%), 무응답 642명(5.08%)이었다.
역사적 인구는 다음 표에 나와 있다.
| 년도     | 인구    |
| -------- | ------- |
| 1352년경 | 54 가구 |
| 1583     | c. 300  |
| 1695년경 | c. 630  |
| 1798     | 836     |
| 1850     | 1,254   |
| 1900     | 1,747   |
| 1950     | 4,621   |
| 1970     | 10,632  |
| 2000     | 12,648  |

## 교육
호르브에는 4개의 초등학교 센터(호프마트, 카슈타니엔바움, 알멘트 및 슈피츠)와 1개의 낮은 중등 학교 센터가 있다.
호르브는 호흐슐레 루체른-테크니크 & Architektur의 고향이다. 루체른 응용과학대학의 5개 학과 중 하나이며, 건축, 토목 공학, 전기 공학, 건축 서비스 공학, 컴퓨터 과학, 인테리어 디자인, 기계 공학 및 산업 공학/혁신 분야의 학위 프로그램을 제공한다. 학교는 매우 학제적이고 실용적이기 때문에 대부분의 학생들은 이전에 직업 견습과정과 직업 학사 학위를 이수했다.
건축 서비스 엔지니어링 부서는 스위스에서 유일하다. 난방-환기-공조(HVAC), 난방-위생(HS) 및 건물 전기 공학(EE)의 세 가지 연구 분야로 나뉜다. 매년 전국에서 약 25명의 엔지니어가 이 프로그램을 졸업한다. 그들의 직업적 미래는 주로 건설산업에서 다양한 건축 기술을 계획하고 구현하는 데 있다.

## 교통
호르브는 브뤼닉선의 호르브역과 연결된 루체른–슈탄스–엥겔베르크선으로 연결된다. 루체른 S-반 서비스 S4와 S5가 결합되어, 역에서 시간당 4개의 열차를 제공한다. VBL 교통 회사 루체른에서 버스(20, 21, 14, 16호선)가 호르브에서 루체른과 크린스까지 자주 연결한다.